# Alexandre Chen
Alexandre Chen est un acteur américain né le 15 juillet 1975 à São Paulo au Brésil.

## Filmographie

### Cinéma
- 2009 : God Complex : Neal
- 2009 : Hyper Tension 2 : un gangster
- 2009 : The Resurrection of Officier Rollins
- 2009 : The Things We Carry : le patron du restaurant
- 2009 : Who Shot Mamba? : le designer des chaussures
- 2009 : The Willing : Jonathan Lee
- 2009 : Just Looking : Troy Lee
- 2010 : The Trials of Kenneth : Kenneth Hsu
- 2010 : Method Acting : Ming Cheng
- 2010 : My Friend Peter : l'interviewer
- 2011 : Losing Control : le scientifique chinois
- 2011 : Hypoxia : l'ingénieur
- 2011 : Allen's Dream Girl : Allen
- 2011 : Jin : un gangster
- 2012 : Mission Chinese : un gangster
- 2012 : A Better Place Than This : Liu
- 2012 : Shakespeare Uncensored : Alex Wu
- 2013 : White T : l'assistant de l'usine

### Télévision
- 2003-2005 : Les Experts : plusieurs rôles (2 épisodes)
- 2010 : The Best Sketch Comedy Show : plusieurs rôles (3 épisodes)
- 2011 : La Loi selon Harry : M. Chen (1 épisode)
- 2013 : The Millers : un joueur (1 épisode)
- 2014 : Intelligence : Bock Wor (1 épisode)
- 2015 : Switched : l'interprète (1 épisode)
- 2015 : Bienvenue chez les Huang : un homme (1 épisode)
- 2015-2019 : Game Shakers : Bobby Dong (6 épisodes)
- 2016 : New Girl : le notaire (1 épisode)
- 2017 : Law and Order True Crime : le technicien du van de surveillance (1 épisode)
- 2017 : Before I Got Famous : M. You (10 épisodes)
- 2017 : Grey's Anatomy : un homme (1 épisode)
- 2018 : Harry Bosch : Gilbert Li (1 épisode)
- 2019 : MacGyver : Yovan (1 épisode)
- 2019 : Baskets : le cuisinier (1 épisode)
- 2020 : Medical Police : les prisonniers chinois et les gardes (2 épisodes)
- 2021 : Magnum : Dr Wen Wong (1 épisode)
- 2021 : Hacks : le mec du bus (1 épisode)
- 2021 : The Shrink Next Door : Bidder (1 épisode)
- 2022 : Star Trek: Picard : le serveur mignon (1 épisode)
- 2023 : Provenance : M. Huang

### Jeu vidéo
- 2013 : Grand Theft Auto V : population locale